# York Avenue
York avenue est une voie de New York. 

## Situation et accès
Située dans l'arrondissement de Manhattan, elle commence au nord de la 60e rue et longe l'East River.
C'est une avenue d'immeubles d'habitation des classes moyennes et aisées, dépourvue d'activités commerciales particulières.
York Avenue est la principale avenue du quartier de Yorkville auquel elle a donné son nom. 

## Origine du nom
Elle rend honneur du sergent de l'armée américaine Alvin York, qui a reçu la Distinguished Service Cross lors de l'offensive Meuse-Argonne durant la Première Guerre mondiale. York, ne commandant que quelques hommes, fit prisonniers 132 soldats allemands. L'exploit d'York a fait de lui un héros national et une célébrité internationale parmi les nations alliées.

## Historique
À l'origine, cette voie faisait partie de Avenue A, selon le quadrillage du Commissioners' Plan de 1811.
En 1928, la portion au nord de la 59e Rue a été renommée « York Avenue ».

## Bâtiments remarquables et lieux de mémoire
- York Avenue héberge la Rockefeller University entre la 63e et la 68e rue.
- Le 11 octobre 2006 un petit avion privé, piloté par Cory Lidle un joueur de baseball des New York Yankees, s'est écrasé accidentellement dans un immeuble (Belaire apartments) de York Avenue, provoquant la mort du pilote et de son instructeur ainsi que l'incendie de nombreux appartements.